# Javorinka (944 m)
Sedlo Javorinka (944 m) – przełęcz oddzielająca dwa regiony Rudaw Słowackich: Muránska planina na północnym zachodzie i Stolické vrchy na południowym wschodzie. Ku północnemu wschodowi spływa spod niej potok Župkov (lewobrzeżny dopływ Hronu), natomiast ku południowemu zachodowi - Hutiansky potok (prawobrzeżny dopływ Zdychavy).
Prowadzi przez nią droga nr 531 łącząca miejscowości Šumiac i Muráň, szlaki turystyki rowerowej i pieszej. Na przełęczy znajduje się niewielka polana.

## Szlaki turystyczne
(tzw. Rudná magistrála) Muránska Huta – sedlo Javorinka – Šumiacka priehyba – Severná lúka – Chata Janka – Slanské sedlo – Harová – Stolica. Odległość 8,8 km, suma podejść 583 m, suma zejść 52 m, czas przejścia 2,50 h.
  Červená Skala - dolina Strateník - sedlo Javorinka - Veľká lúka - Muráň. Czas przejścia 4,00 h.